# 3028 Zhangguoxi
3028 Zhangguoxi este un asteroid din centura principală, descoperit pe 9 octombrie 1978 de Observatorul Zijinshan.